# L'Aigle des frontières
Pour plus de détails, voir Fiche technique et Distribution.
L'Aigle des frontières (titre original : Frontier Marshal) est un film américain réalisé par Allan Dwan, sorti en 1939.

## Synopsis
À Tombstone, dans l'Arizona, le shérif ne veut pas empêcher Charlie l'Indien de tirer sur le saloon de Ben Carter, alors le nouvel arrivant Wyatt Earp le fait avant d'être battu par certains des hommes de main de Carter pour avoir fait la loi. Jerry, une fille de la salle de danse, est fâchée contre Earp, alors quand son amoureux Doc Halliday arrive en ville, une confrontation semble imminente. Au lieu de cela, Earp et Doc deviennent amis. Earp devient l'homme de loi de la ville et tente également de convaincre l'ancienne amie de Doc, Sarah Allen, que leur relation peut encore fonctionner.
Les deux hommes travaillent ensemble après l'enlèvement d'Eddie Foy, un artiste de passage, et aussi lorsque Jerry s'associe à Carter pour planifier le vol d'une cargaison d'or. Doc est obligé de pratiquer une opération chirurgicale pour sauver une vie, puis il est abattu dans le dos par Carter. Earp venge la mort de son ami et Jerry s'en va.

## Fiche technique
- Titre : L'Aigle des frontières
- Titre original : Frontier Marshal
- Réalisation : Allan Dwan
- Scénario : Sam Hellman d'après le livre de Stuart N. Lake, Wyatt Earp : Frontier Marshal
- Photographie :  Charles G. Clarke
- Montage :  Fred Allen, Robert Bischoff	(non crédité)
- Musique : Samuel Kaylin, Charles Maxwell, David Raksin, Walter Scharf
- Direction artistique :  Lewis H. Creber, Richard Day
- Décors :  Thomas Little
- Costumes :  Herschel McCoy
- Son :  William H. Anderson, George Leverett
- Producteur : Sol M. Wurtzel
- Société de production : 20th Century Fox
- Société de distribution : 20th Century Fox
- Pays de production :  États-Unis
- Langue : anglais américain
- Format : Noir et blanc 35 mm — 1,37:1 — Son : Mono (RCA High Fidelity Recording)
- Genre : Film biographique, Western
- Durée : 71 minutes
- Date de sortie :
  - États-Unis :28 juillet 1939

## Distribution
- Randolph Scott : Wyatt Earp
- Nancy Kelly : Sarah Allen
- Cesar Romero : John 'Doc' Halliday
- Binnie Barnes
- John Carradine : Ben Carter
- Edward Norris
- Ward Bond
- Lon Chaney Jr.
- Dell Henderson
- Chris-Pin Martin
- Eddie Foy Jr. : Eddie Foy
- Si Jenks
- Ed Brady

## Tournage
Le film a été tourné aux Alabama Hills, près de Lone Pine, en Californie et aux 20th Century Fox Studios à Los Angeles du 10 juin 1939 au 11 juillet 1939.